# Primärvägg
Primärväggen kallas den yttersta delen av en växtcellvägg. Till skillnad från sekundärväggen som anläggs senare, måste primärväggen kunna expandera och den har därför en ganska annorlunda uppbyggnad än sekundärväggen. I vedceller skiljer den sig från primärväggen bl.a. genom att ha mer pektin, annan form av hemicellulosa och innehålla betydligt högre halt protein. Cellulosan är dessutom mer slumpvis orienterad i primärväggen.